# Via Castellana Bandiera
Via Castellana Bandiera è un film del 2013 scritto e diretto da Emma Dante.
Emma Dante è autrice anche dell'omonimo romanzo da cui è tratto il film.
Ha partecipato alla  70ª Mostra del cinema di Venezia, a conclusione della quale Elena Cotta ha vinto per questo film la Coppa Volpi per la miglior interpretazione femminile e la prima edizione del 'Soundtrack Stars', il premio come miglior colonna sonora. La giuria del premio 'Soundtrack Stars', presieduta da Giuliano Montaldo e composta da Cesare Cremonini, Laura Delli Colli (presidente del Sindacato Giornalisti Cinematografici), Gino Castaldo (Repubblica), Cristiana Paternò (critica cinematografica e vicedirettore di CinecittàNews e Otto e 1/2), ha deciso di assegnare il riconoscimento con una menzione speciale per i Fratelli Mancuso, autori del brano principale della pellicola.

## Trama
In una domenica pomeriggio calda e assolata a Palermo due donne, Rosa e Clara, venute per festeggiare il matrimonio di un amico, si perdono nelle strade della città e finiscono in una specie di budello: via Castellana Bandiera.
Nello stesso momento un'altra macchina, guidata da Samira e con dentro ammassata la famiglia Calafiore, arriva in senso contrario ed entra nella stessa strada. Né Rosa, al volante della sua Multipla, né Samira, donna antica e testarda alla guida della sua Punto, intendono cedere il passo l'una all'altra.
Chiuse nelle loro auto, le due donne si affrontano in un duello muto che si consuma nella violenza intima degli sguardi. Una sfida tutta al femminile punteggiata dal rifiuto di bere, mangiare e dormire, più ostinata del sole di Palermo e più testarda della ferocia degli uomini che le circondano.
La famiglia di Samira decide di fare una scommessa con tutte le famiglie che conoscono per vedere chi fra le due donne è la più testarda, puntando tutto proprio su Samira. Nonostante i tentativi di Clara di far desistere Rosa e del nipote di Samira di far tornare la nonna a casa, il duello non si interrompe: nessuna delle due macchine indietreggia. La caparbietà di Rosa è motivata da un senso di frustrazione nei confronti della madre e di una città, Palermo, in cui non si è mai sentita a casa, mentre Samira, resa quasi di pietra da anni di maltrattamenti e dalla morte della figlia, sfoga il suo dolore in questo duello.
Il mattino dopo, risvegliatasi dal sonno, Rosa trova Samira ancora in macchina con le mani sul volante. Sembrerebbe che l'anziana donna sia stata evidentemente più testarda di lei, ma pagando un caro prezzo: Samira è infatti morta al volante. Mentre la famiglia Calafiore si stringe attorno alla donna, Rosa e Clara indietreggiano, lasciando la via.

## Riconoscimenti

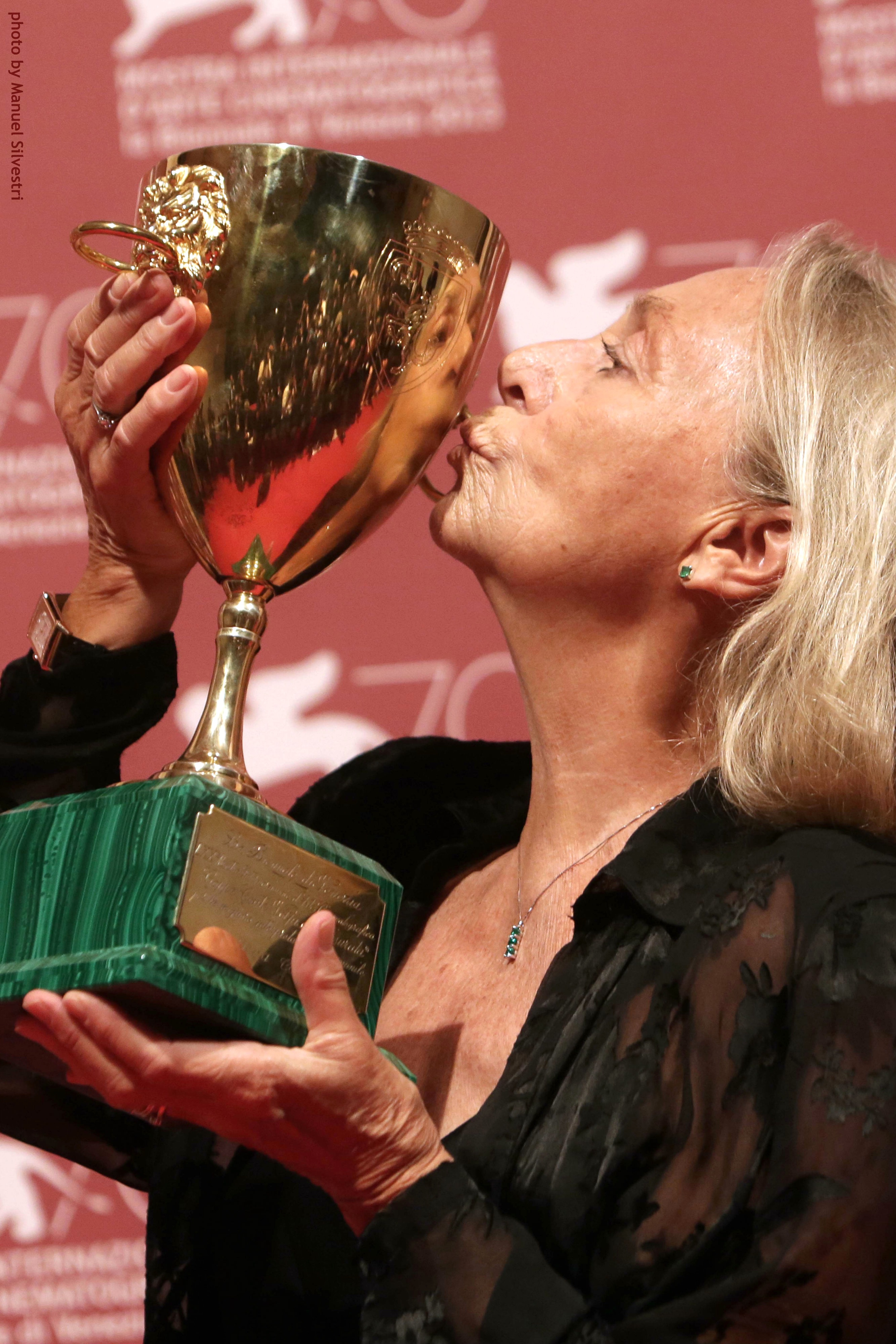
Elena Cotta con la Coppa Volpi.

- 2013 - Mostra del cinema di Venezia
  - Miglior interpretazione femminile a Elena Cotta
  - Premio Pasinetti a Elena Cotta
  - Premio Pasinetti a Alba Rohrwacher
  - Premio Soundtrack Stars alla miglior colonna sonora
  - Nomination Leone d'oro a Emma Dante
- 2014 - Nastro d'argento
  - Nomination Miglior regista esordiente a Emma Dante
  - Nomination Migliore fotografia a Gherardo Gossi
  - Nomination Miglior colonna sonora a Enzo e Lorenzo Mancuso
  - Nomination Miglior sonoro in presa diretta a Paolo Benvenuti e Simone Paolo Oliviero
  - Nomination Miglior casting director ad Anna Maria Sambucco e Maurilio Mangano
- 2014 - Globo d'oro
  - Nomination Migliore attrice a Elena Cotta
  - Nomination Migliore sceneggiatura a Emma Dante, Licia Eminenti e Giorgio Vasta
  - Nomination Miglior musica a Enzo e Lorenzo Mancuso
- 2014 - Ciak d'oro
  - Nomination Miglior canzone originale (Cummu è sula la strata) a Enzo e Lorenzo Mancuso
- 2014 - Festival del cinema di Porretta Terme
  - Selezionato in concorso  nella sezione  fuori dal Giro